# Emil Breitkreutz
Emil William Breitkreutz (Wausau, Wisconsin, 16 de novembre de 1883 - San Gabriel, Califòrnia, 3 de maig de 1972) va ser un migfondista estatunidenc que va córrer a primers del segle XX i que va prendre part en els Jocs Olímpics de 1904.
Als Jocs Olímpics de Saint Louis va guanyar la medalla de bronze en la cursa dels 800 metres, en quedar per darrere Jim Lightbody i Howard Valentine.
Breitkreutz va estudiar a la Universitat del Sud de Califòrnia, sent el primer atleta que prenia part en uns Jocs Olímpics. Es graduà el 1906.

## Millors marques
- 800 metres. 1' 56,3", el 1904[1]